# St. Mariä Rosenkranz (Straeten)
Koordinaten: 51° 0′ 45″ N, 6° 5′ 29″ O
Die Kirche St. Mariä Rosenkranz befindet sich im Ortsteil Straeten der Stadt Heinsberg in Nordrhein-Westfalen. Sie steht an der Waldhufenstraße in der Ortsmitte.

## Geschichte
1895 erstellte der Architekt Theodor Kremer aus Köln den Bauplan zum Bau einer Kirche in Straeten. Am 30. Mai 1898 wurde mit dem Bau begonnen, der am 8. Oktober 1899 benediziert wurde. 1925 wurde an der Südseite des Chores eine neue Sakristei angebaut. In den Kriegsjahren 1944/45 wurde die Kirche erheblich beschädigt, der Turm wurde gesprengt und vollständig zerstört. Die Wiederaufbauarbeiten im Jahr 1948 wurden nach den Plänen von Architekt Adolf Schafhausen durchgeführt. Der Kirchturm wurde 1953 erbaut, ein neuer Altar wurde am 6. November 1960 geweiht.
Mit anderen Pfarrgemeinden bildet St. Mariä Rosenkranz heute die Gemeinschaft der Gemeinden (GdG) Heinsberg-Waldfeucht im Bistum Aachen.

## Architektur
Die Kirche ist eine dreischiffige Backsteinbasilika mit einem Chorjoch und einem fünfseitig geschlossenen Chor und spitzen Arkadenbögen zu den Seitenschiffen. Das Langhaus besitzt eine Langholzdecke. Im Chor befindet sich ein Kreuzrippengewölbe. Der dreigeschossige Turm ist mit einem Pyramidendach bedeckt, das von einem Turmkreuz und einem Wetterhahn bekrönt ist.

## Ausstattung
- Die Orgel mit 10 Registern, und einer elektrischen Traktur aus dem Jahr 1955 wurde von Karl Bach aus Aachen gebaut und 1980 von Hans Herrmann aus Aachen auf 20 Register erweitert.
- Im Kirchturm befinden sich vier Glocken aus den Jahren 1761 und 1953. Sie erklingen in der Tonfolge f¹-as¹-b¹-des². Die beiden großen Glocken wurden 1953 vom Bochumer Verein gegossen und sind aus Gussstahl. Die zwei kleinen Glocken stammen aus Westpreußen und sind Leihglocken, sie sind historisch. Ebenso befindet sich dort eine Turmuhr.
- Die Kirche besitzt eine Ornament- und Buntverglasung.[1]
- Figur des Hl. Nikolaus aus der 2. Hälfte des 15. Jahrhunderts in maasländischer Eiche, Höhe 135 cm, Breite 39 cm, Tiefe 33 cm.[2]

## Galerie

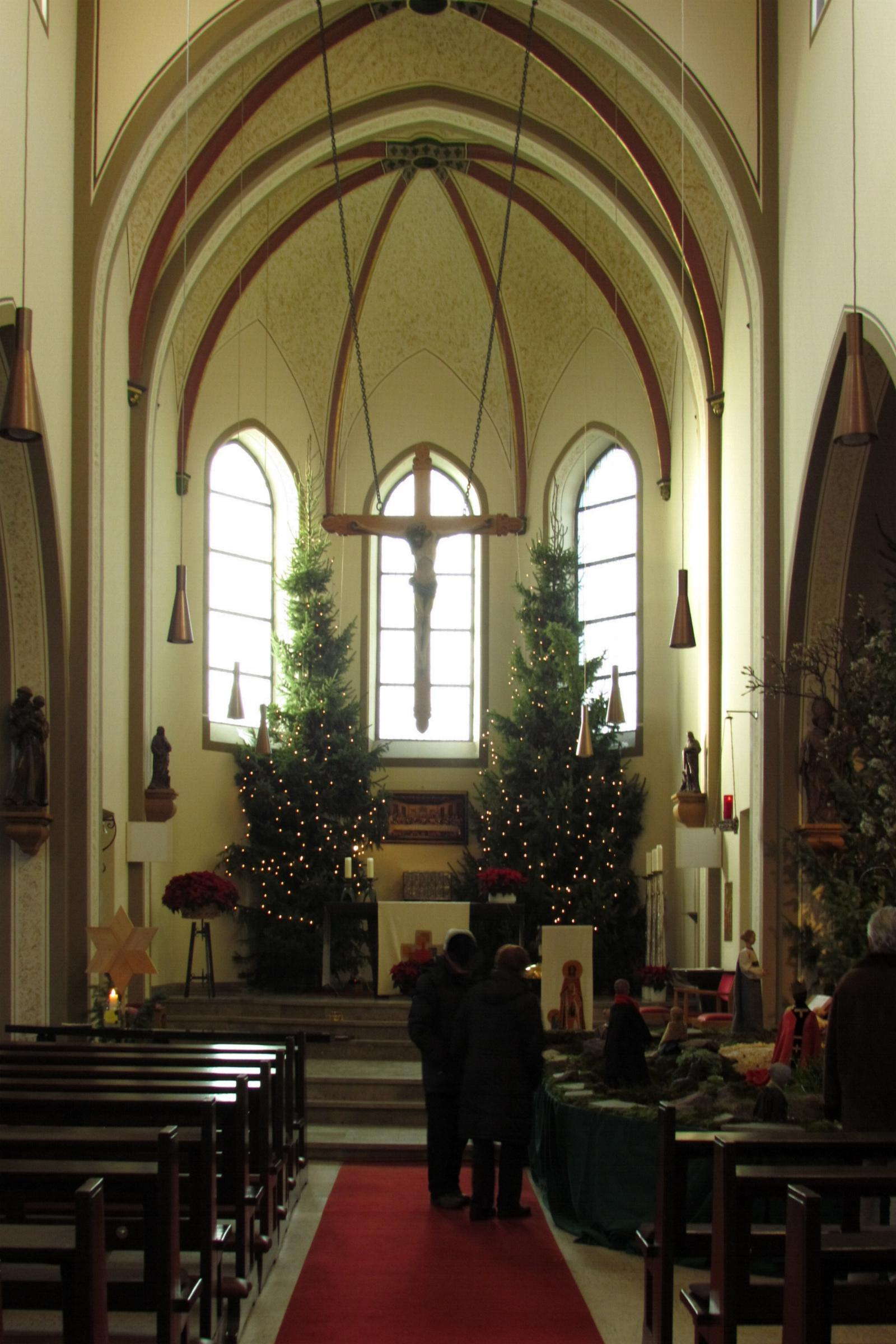
Altarbereich
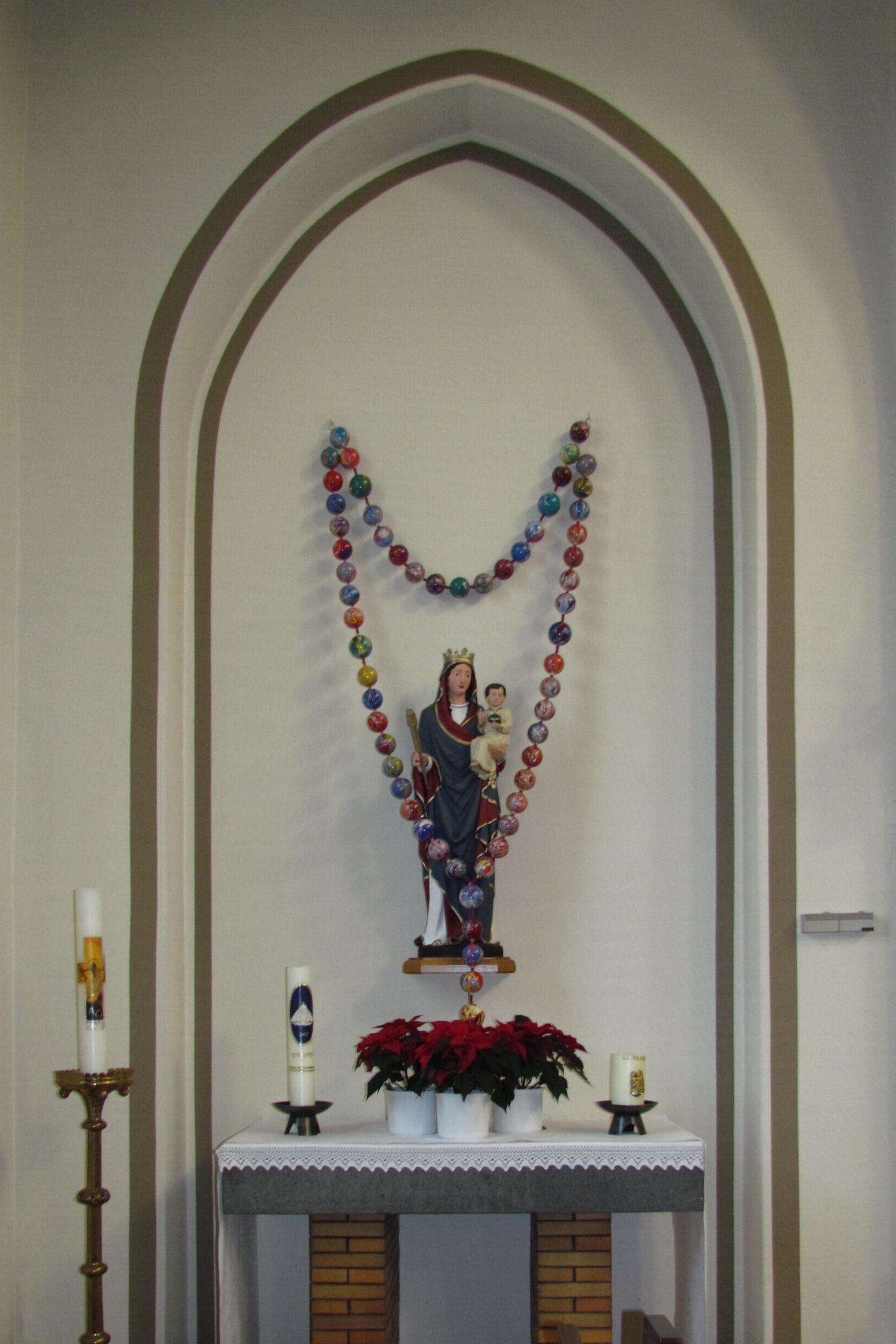
Rosenkranzaltar
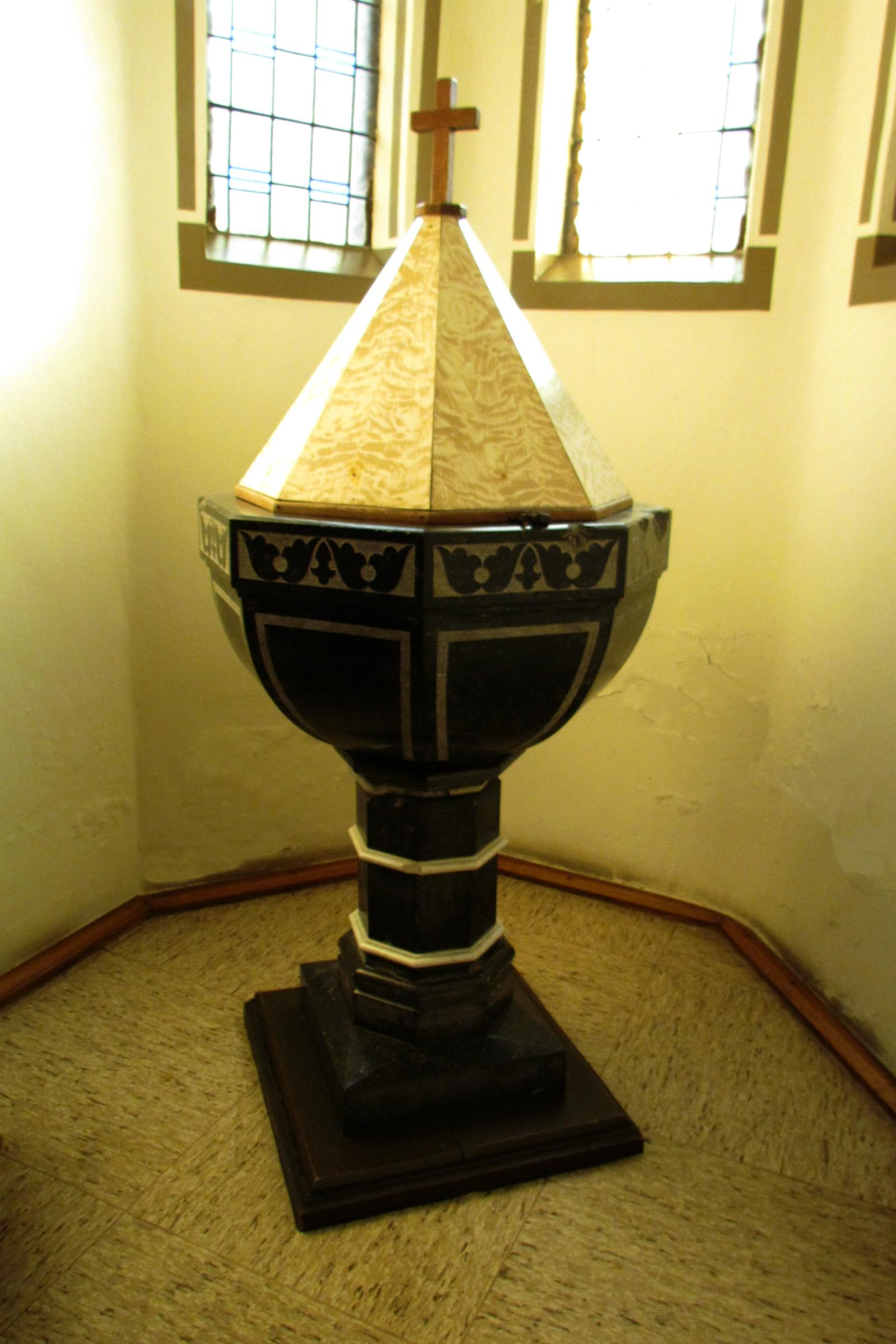
Taufbecken
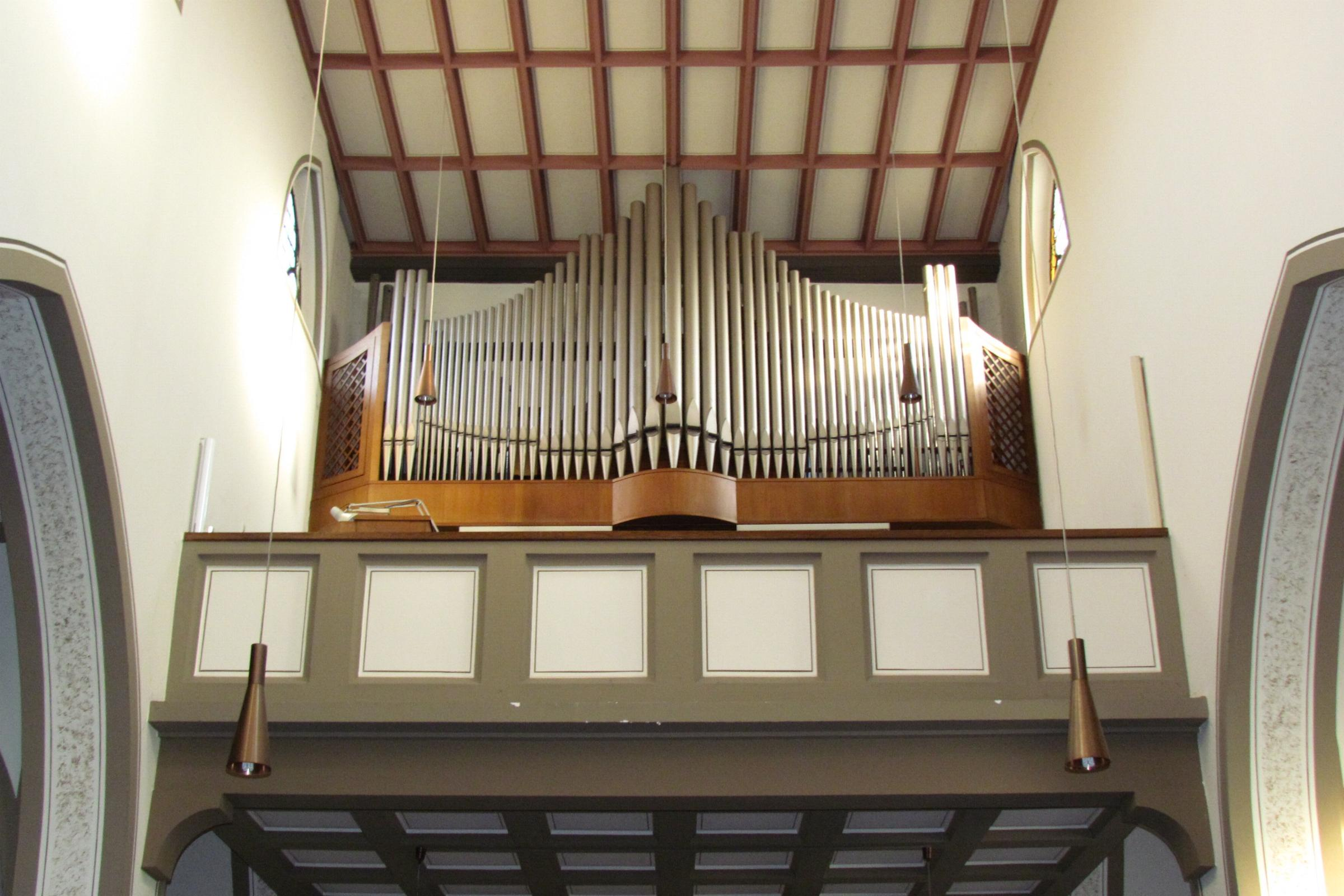
Orgel
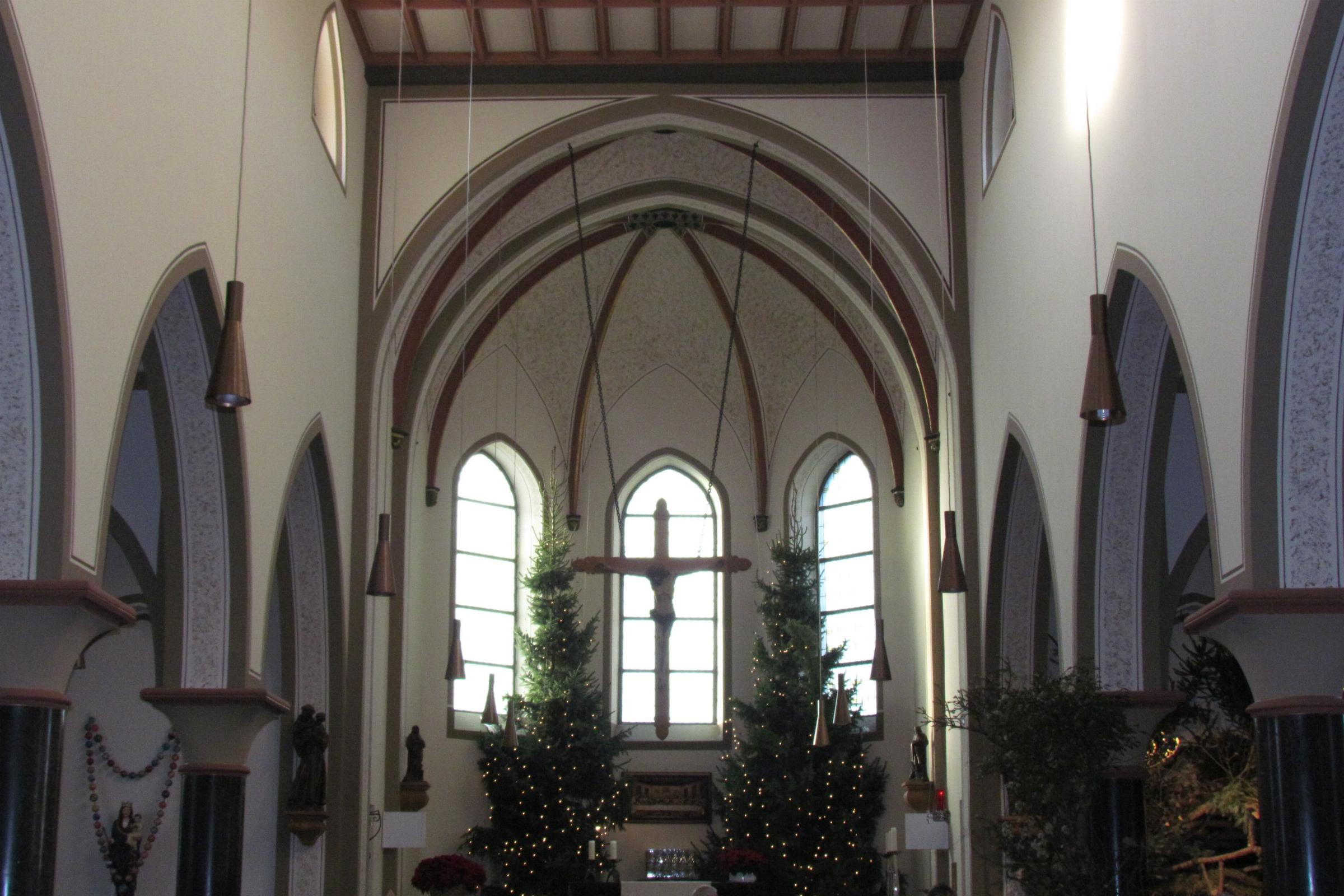
Chorraum
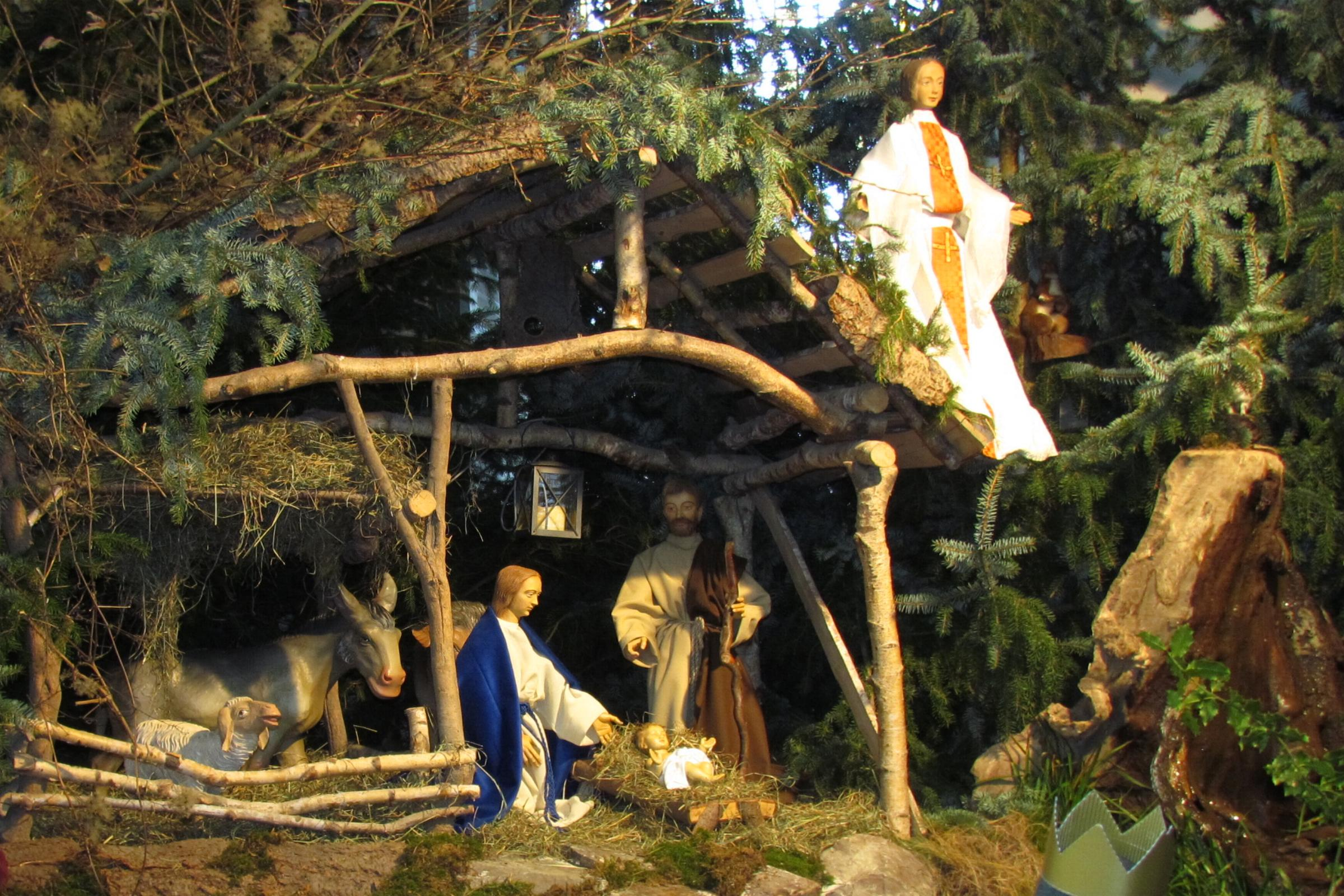
Weihnachtskrippe